# ABC (linguagem de programação)
ABC é uma linguagem de programação da CWI, Países Baixos. Ela é interativa, estruturada, de alto nível e fácil de aprender e usar.

## Características
A ABC é uma linguagem para propósitos gerais, que pode ser usada no lugar do Basic, Pascal ou AWK. Não trata-se de uma ferramenta adequada à implementação de sistemas sofisticados: sua principal aplicação consiste no ensino da programação.
A ABC tem somente cinco tipos de dados que podem ser combinados com facilidade. Os programas em ABC ficam, em média, em apenas um quarto de um programa equivalente em C ou Pascal. A linguagem possui um ambiente de programação com verificação da sintaxe em tempo real.
A seguir, um exemplo de uma função chamada words que retorna o conjunto de todas as palavras em um documento:
```
HOW TO RETURN words document:
PUT {} IN collection
FOR line in document:
   FOR word IN split line:
      IF word not.in collection:
         INSERT word IN collection
RETURN collection

```